# Grand Concours d’Aviation Militaire de Reims 1911
Le Grand Concours d’Aviation Militaire de Reims 1911  était une compétition qui eut lieu en octobre 1911 dans le Camp de Châlons dans le département de la Marne.

## Organisation
Le général Roques, responsable de l'aviation militaire et le colonel Hirschauer responsable des services techniques, en sont les organisateurs en 1911. Le règlement publié en 1910 demandait que l'appareil soit fabriqué en France, être capable de parcourir trois cents kilomètres avec trois cents kilo d'emport à une vitesse minimale de soixante kilomètres par heure.

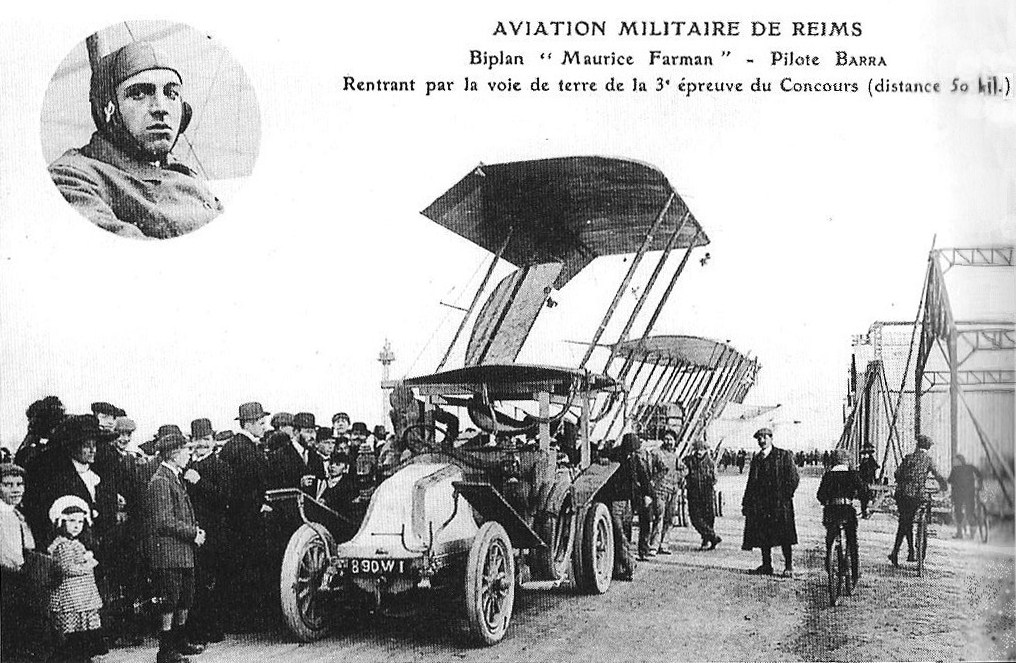
Démonstration de transport de l'avion par camion.

## Résultats

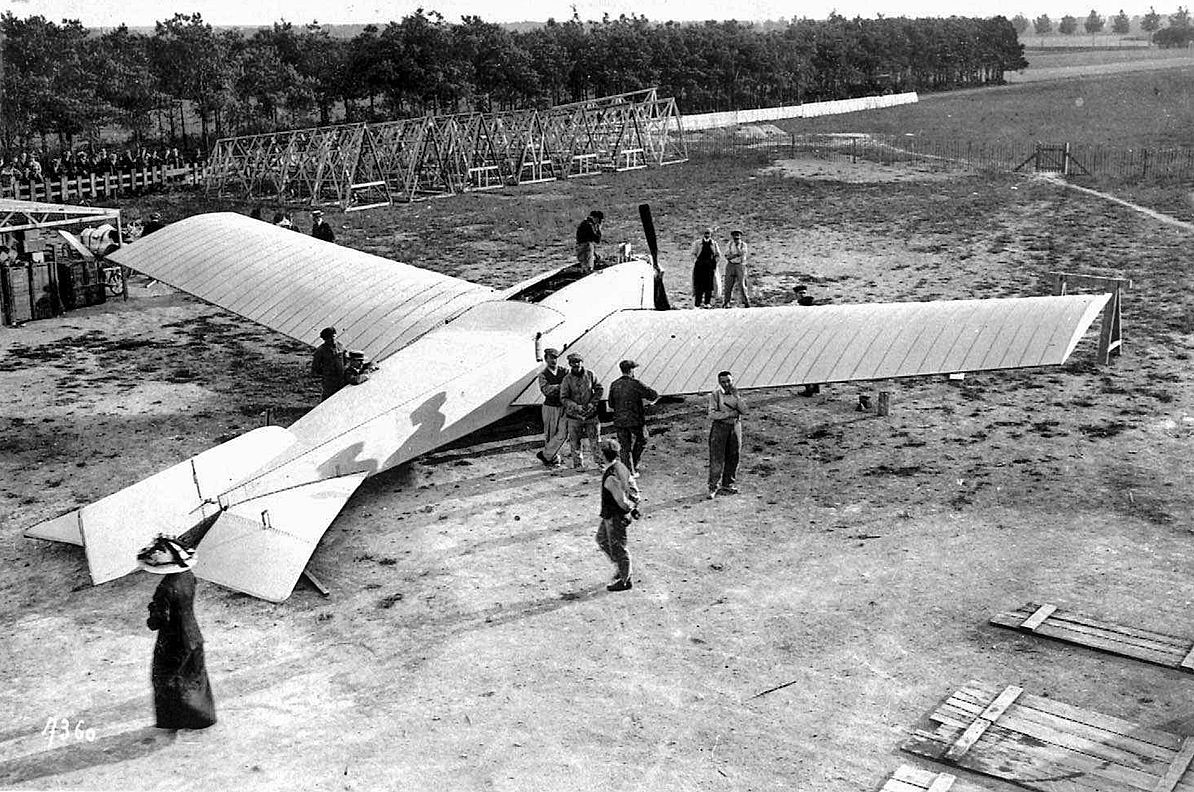
Un Antoinette militaire au départ.

1. Charles Weymann sur Nieuport IV G monoplan propulsé par Gnome de 100hp ayant 14 cylindres ayant parcourut 300 km en 2h33 min soit 117 km/h.
2. René Moineau sur Breguet G 3 biplan propulsé par un moteur Gnome de 140 hp, sont temps : 3h09, soit 95 km/h.
3. Maurice Prévost sur Deperdussin Type B "Sport", propulsé par un moteur Gnome de 100hp avec une vitesse de 89 km/h.
4. Henri Brégi sur Breguet biplan avec moteur Gnôme de 100 ch avec une vitesse de 87 km/h.
5. Fischer sur avec un biplan Henri Farman  moteur Gnôme de 100 ch ayant une vitesse 85 km/h.
6. Barra sur  un biplan Maurice Farman, moteur Renault de 70 ch avec une vitesse 76 km/h[2].